# Hubbard (Texas)
Hubbard es una ciudad ubicada en el condado de Hill en el estado estadounidense de Texas. En el Censo de 2010 tenía una población de 1.423 habitantes y una densidad poblacional de 275,81 personas por km².

## Geografía
Hubbard se encuentra ubicada en las coordenadas 31°50′49″N 96°48′0″O / 31.84694, -96.80000. Según la Oficina del Censo de los Estados Unidos, Hubbard tiene una superficie total de 5.16 km², de la cual 5.06 km² corresponden a tierra firme y (1.91%) 0.1 km² es agua.

## Demografía
Según el censo de 2010, había 1.423 personas residiendo en Hubbard. La densidad de población era de 275,81 hab./km². De los 1.423 habitantes, Hubbard estaba compuesto por el 78.92% blancos, el 16.51% eran afroamericanos, el 0.21% eran amerindios, el 0.42% eran asiáticos, el 0.07% eran isleños del Pacífico, el 2.32% eran de otras razas y el 1.55% pertenecían a dos o más razas. Del total de la población el 6.61% eran hispanos o latinos de cualquier raza.